# 迪德朗日
迪德朗日（法語：Dudelange，法語發音：[dydlɑ̃ʒ]）是卢森堡西北部的一个具有城市地位的市镇，靠近卢法边界。迪德朗日是人口第四大的市镇，有20869名居民。   

## 姊妹城市
迪德朗日与下列城市为姊妹城市：
- 葡萄牙 阿加尼尔
- 蒙特內哥羅 贝拉内
- 義大利 费尔特雷
- 德国 劳恩堡
- 波蘭 倫堡
- 法國 马诺姆